# 费村 (索姆省)
费村（法語：Fay，法語發音：[fɛ] ⓘ）是法国上法兰西大区索姆省的一个市镇，属于佩罗讷区。

## 地理
费村（49°53'8"N, 2°48'31"E）面积3.9 平方千米，位于法国上法蘭西大區索姆省，该省份为法国北部沿海省份，北起加来海峡省和北部省，西接滨海塞纳省和大西洋英吉利海峡，南至瓦兹省，东临埃纳省。
与费村接壤的市镇（或旧市镇、城区）包括：栋皮埃尔-贝坎库尔、阿斯维莱、埃斯特雷-德涅库尔、方丹莱卡皮、桑泰尔地区富科库尔、苏瓦耶库尔。
费村的时区为UTC+01:00、UTC+02:00（夏令时）。

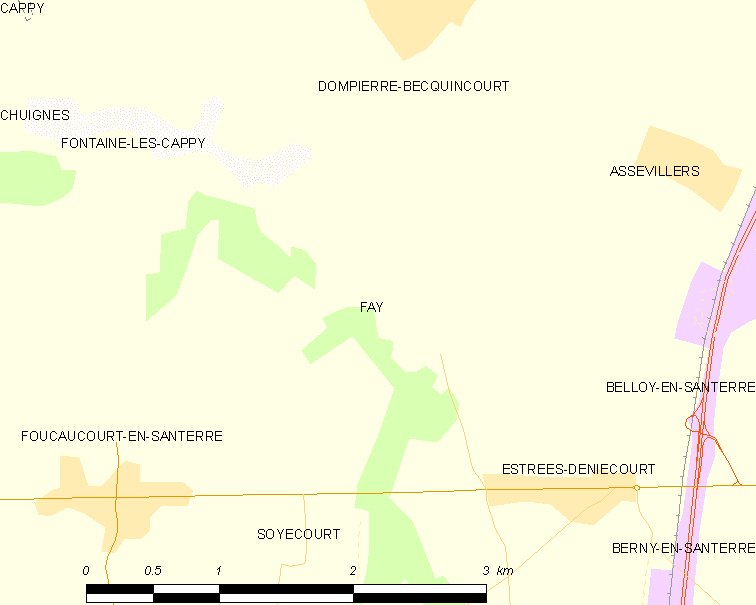
费村的OSM定位图

## 行政
费村的邮政编码为80200，INSEE市镇编码为80304。

## 政治
费村所属的省级选区为阿姆县。

## 人口

1962-2008年间费村人口变化图示

费村于2022年1月1日时的人口数量为93人。